# Mustivere
Mustivere – wieś w Estonii, w prowincji Viljandi, w gminie Viljandi. Do 2013 w gminie Pärsti.
Przez wieś przepływa strumień Kavaku i strumień Sanga.